# Erberich

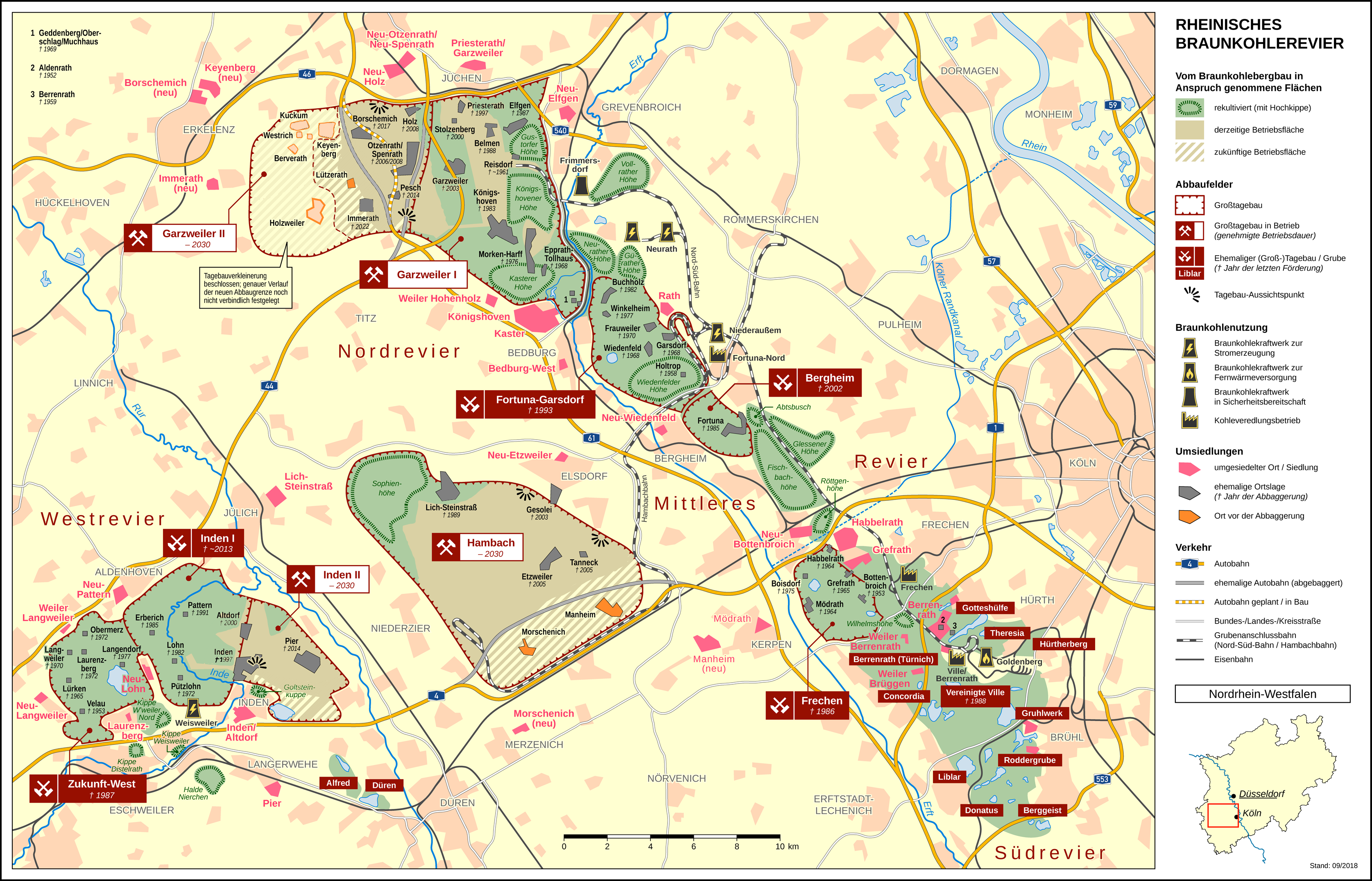
Lage des ehemaligen Ortes Erberich im Rheinischen Braunkohlerevier

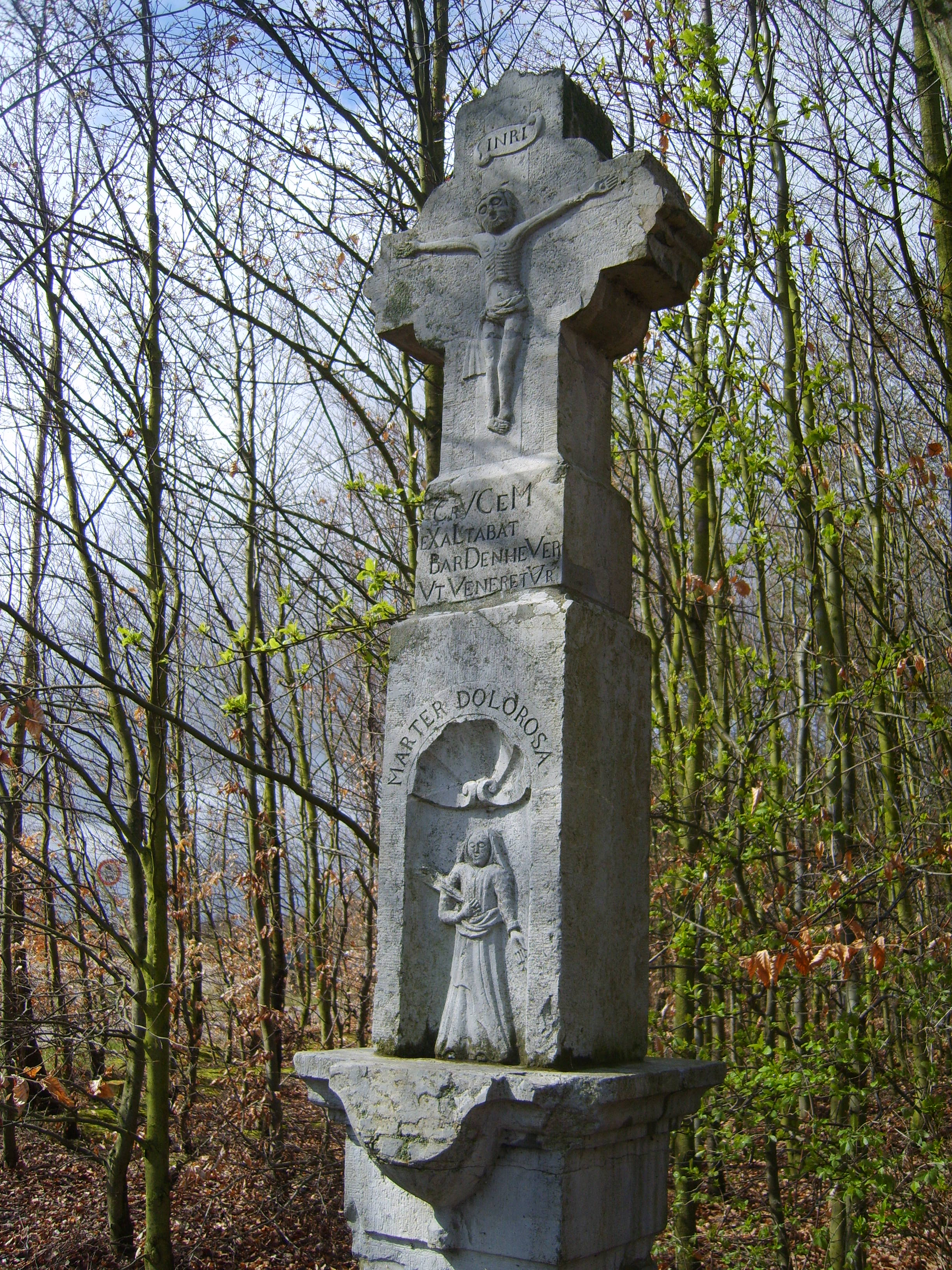
Erbericher Kreuz

Erberich war ein nördlicher Stadtteil von Eschweiler, 1985 wegen Braunkohletagebau abgerissen. Die Abbaggerung begann im September 1981.
Bis 1971 gehörte Erberich zur Gemeinde Lohn im Kreis Jülich. Mit dieser kam er am 1. Januar 1972 zu Eschweiler.

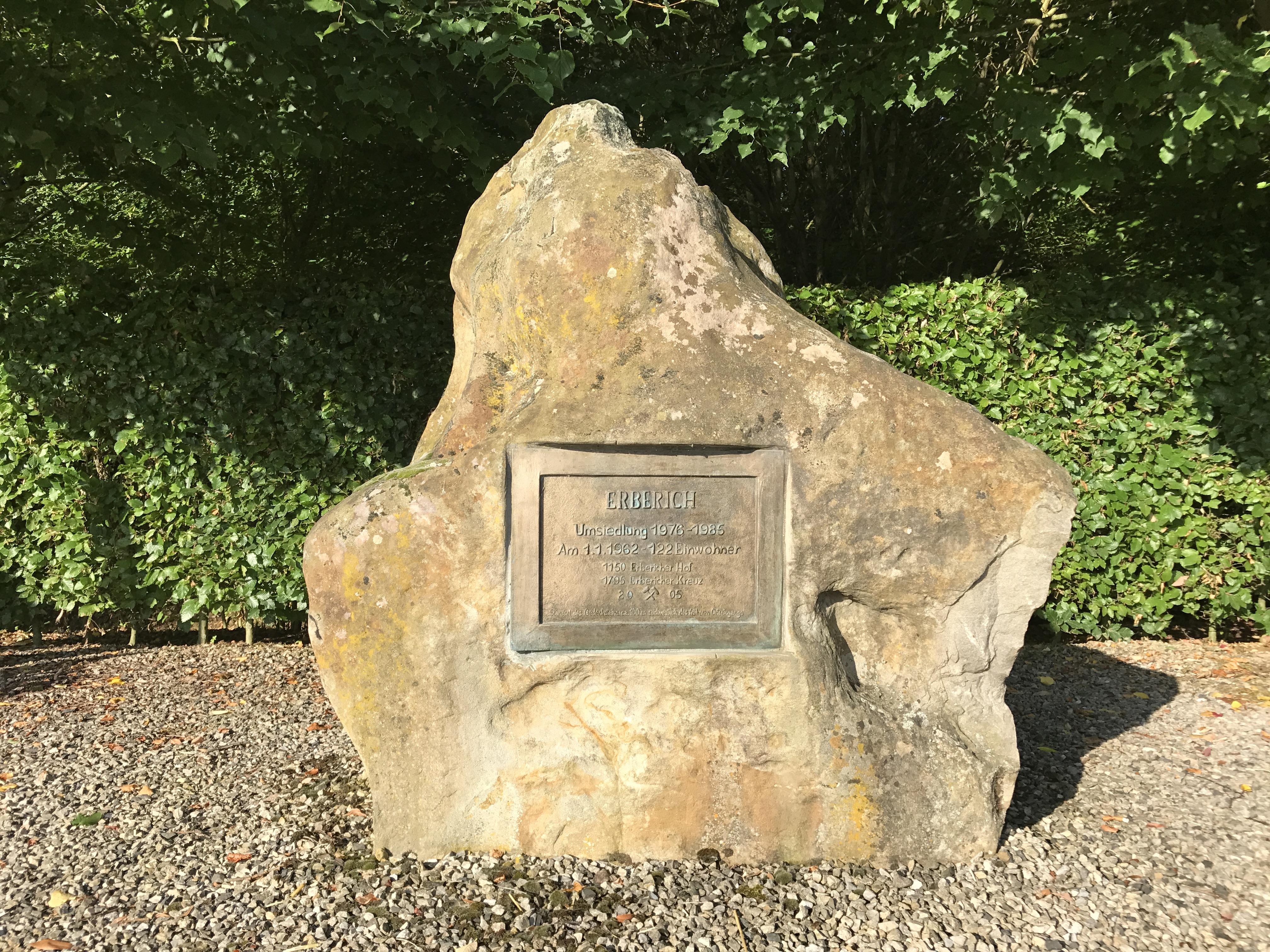
Gedenkstein für Erberich

Da der Ortsname auf „-ich“ endet, ist er womöglich keltischen Ursprungs. Der lateinische Name ist „Arboriacum“, der keltische wahrscheinlich „Arboriako(n)“; vgl. hierzu lateinisch „arbor“ (= Baum). Möglich ist auch eine Abstammung von Erdburg oder Erdberg. Der Name „Erberich“ lässt sich bis ins 12. Jahrhundert zurückverfolgen.